# Christian Person (Amtsschösser)
Christian Person (* 25. Mai 1594 in Rochlitz; † 12. Januar 1655 in Schwarzenberg) war ein kursächsischer Beamter. Er war Amtsschösser des kursächsischen Amtes Schwarzenberg.

## Leben
Christian Person wurde 1594 als Sohn des gleichnamigen kursächsischen Leib- und Hofarztes in Rochlitz († 1613) geboren. Sein Großvater, Magnus Person, war Stadtkämmerer in Wittenberg und zuvor Bürgermeister der schottischen Hauptstadt Edinburgh, der als Anhänger der lutherischen Lehre nach Wittenberg ging. Sein Onkel war demnach der Jurist Ludwig Person.
Person studierte in Altdorf und war anschließend als Schreiber beim Hauptmann des Vogtlandes, Bernhard von Starschädel, in Schweinsburg tätig. Mit ihm reiste er im Gefolge des sächsischen Kurfürsten 1612 zur Kaiserwahl nach Frankfurt.
Der Tod seiner Eltern und vier seiner Geschwister veranlassten Person, nach Rochlitz zurückzukehren, wo er als Schreiber arbeitete. 1617 ging er nach Colditz, wo er die Stelle des dortigen Amtsschreibers erhielt. 1623 wechselte er als Amtsverwalter nach Kleinrössen bei Falkenberg. Im Alter von 36 Jahren übernahm er 1630 die Position des Amtsschössers im erzgebirgischen Amt Lauterstein, bevor er 1643 nach dem Tod von Christoph Halboth, dessen Witwe Rosina er in zweiter Ehe heiratete, nach Schwarzenberg wechselte.
Person starb am 12. Januar 1655 im Alter von 60 Jahren und wurde elf Tage später in Anwesenheit des Annaberger Superintendenten Georg Seidel in einer Gruft vor dem Altar der Schwarzenberger Stadtkirche beigesetzt.

## Familie
Person hatte sich am 11. November 1622 mit Maria Magdalena Rudolff (* 11. Juni 1602 in Colditz; † 1. Dezember 1659 in Schwarzenberg) verheiratet. Aus der Ehe gingen zwei Söhne und vier Töchter hervor. Von den Kindern kennt man:
1. So. Johann Rudolph Person (* 29. November 1623 in Colditz; † 26. Mai 1664 in Schwarzenberg), kurfürstlich sächsischen Amtsschösser für Schwarzenberg und Crottendorf, verh. 9. Juni 1646 mit Rosina Röhling, der Witwe des Amtsschössers in Schwarzenberg Christoph Halboth
2. So. Christian Person (* 11. Mai 1625 in Kleinrössen bei Herzberg; † 20. Februar 1668 in Grimma) kurfürstlich sächsischer Amtsverwalter und Ökonom der kurfürstlich sächsischen Landesschule St. Augustin in Grimma
3. To. Maria Margaretha Person (* 10. November 1626 in Kleinrössen bei Herzberg; † 15. Oktober 1671 in Lauterstein) verh. 24. Oktober 1642 mit dem kurfürstlich sächsischen Amtsschösser in Lauterstein Cornelius Richter († 12.1662)
4. To. Dorothea Person verh. mit dem kurfürstlich sächsischen Oberförster in Crottendorf Cornelius Eberwein
5. To. Elisabeth Person (* 2. Juni 1630 in Kleinrössen; † 12. Juni 1667 in Dresden) verh. mit dem fürstlich magdeburgischen Rat, Landrentmeister in Halle (Saale), Erbsassen auf Wiedenbach Kammer und Bergrat in Dresden Ehrenfried Klemm
6. To. Anna Magdalena Person (* 20. Juni 1632 in Schloss Lauterstein; † 25. September 1677 in Schwarzenberg) verh. mit dem kurfürstlich sächsischen Amtschreiber der Ämter Schwarzenberg und Crottendorf Johann Georg Rachals (auch: Rachhalß)